# Ala-Y

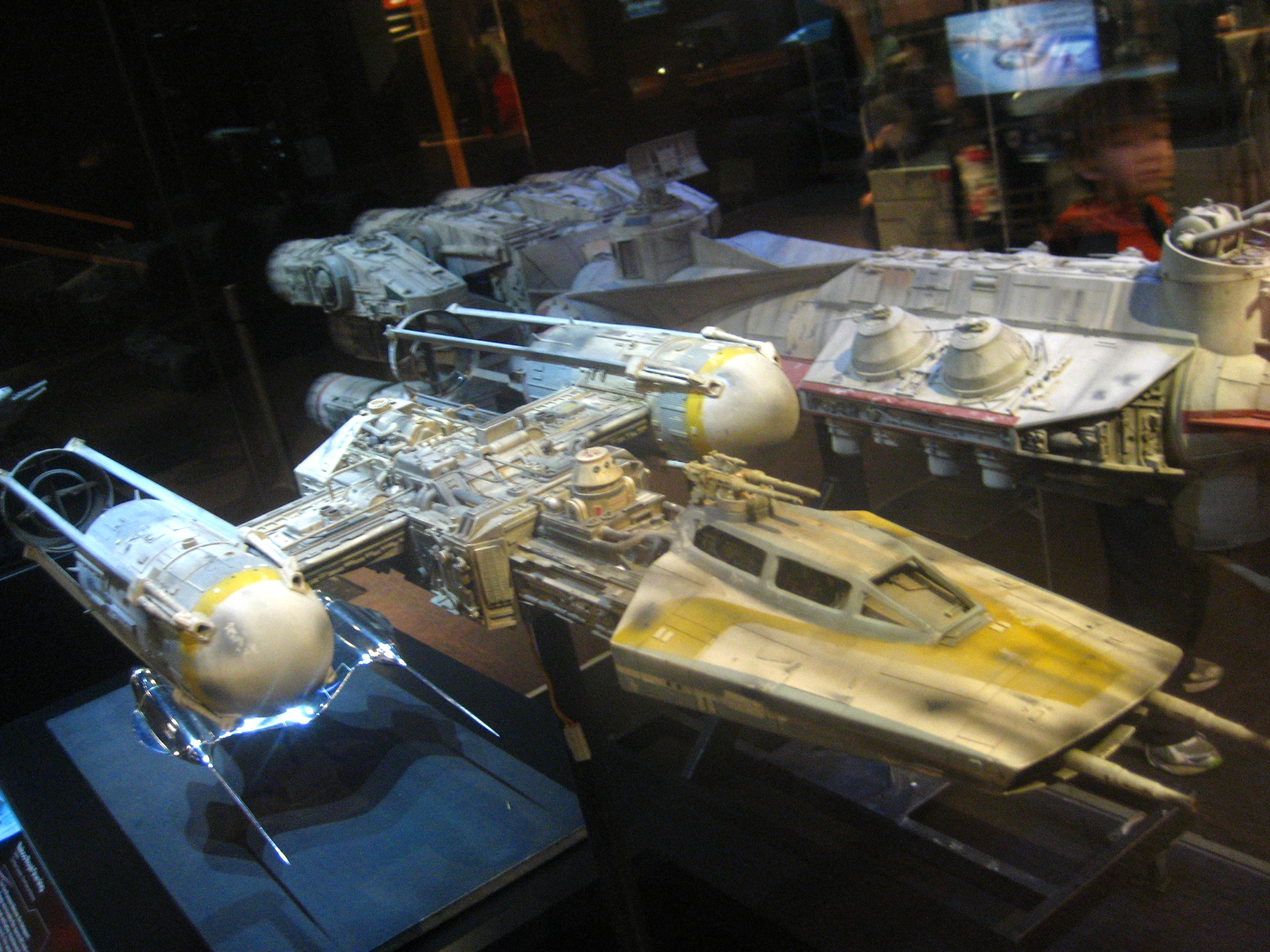
Maqueta de Ala-Y.

El Ala-Y (Y-Wing en inglés) es un tipo de caza estelar monoplaza usado por los rebeldes en las películas de la trilogía original de Star Wars.
Como indica su nombre, tiene forma de Y. Es una nave de ataque dotada de dos cañones láser delante de la cabina y un cañón de iones giratorio en su parte superior. Tiene una unidad R2 que ayuda al piloto con el control de la nave.
Los pilotos de las Alas-Y son designados oro junto con un número.
Esta poderosa nave ha sido la clave en las batallas espaciales de Yavin y Endor.
Se trata del más importante cazabombardero de la Alianza Rebelde durante los tiempos de la Guerra Civil Galáctica. El Ala-Y tiene la desafortunada fama de ser la nave más derribada en las batallas contra el Imperio Galáctico, si bien hay que tener en cuenta que también se trata del caza más "disponible" y con más tiempo en servicio de toda la flota rebelde.
El Ala-Y no es una nave rápida ni espectacular, sin embargo hace su trabajo. Diseñado para ser una nave de asalto, el caza equipa dos potentes cañones láser en la parte posterior, dos lanzatorpedos de protones y una escotilla con cargamento para lanzar bombas u otro tipo de carga armamentística. No hay que olvidar tampoco el cañón de iones superior montado detrás de la carlinga de la cabina. Dicha arma emite ráfagas de iones que en vez de destruir el blanco, inutiliza sus circuitos electrónicos para su posterior captura.
Pese a que su velocidad y maniobrabilidad es inferior a la del Ala-X (tiene problemas frente a los ágiles cazas TIE o los interceptores TIE), la capacidad defensiva de sus escudos deflectores y la potencia de tiro de su armamento lo convierten aún en una mortífera nave de asalto. Y si le sumamos su hipervelocidad encontraremos en el Ala-Y un valioso arma de la Rebelión que pese a los años que lleva en servicio aún demuestra ser un cazabombardero formidable.
Posteriormente será reemplazado por el cazabombardero espacial superior Ala-B, sin embargo seguirá habiendo Ala-Y en servicio en algunos escuadrones rebeldes.